# Oude Kerk (Amsterdam)
De Oude Kerk is het oudste nog bestaande gebouw van Amsterdam en bevindt zich aan het Oudekerksplein in het stadsdeel Amsterdam-Centrum. De kerk werd (bouwstart 1250; wijding in sept. 1306) gewijd aan de heilige Nicolaas, bisschop van Myra, ten tijde van Guy van Avesnes, de bisschop van Utrecht.
Tot de Alteratie (1578) was de kerk rooms-katholiek en heette ze de Sint-Nicolaaskerk. Sint-Nicolaas was onder meer de patroon van de zeelieden en werd vooral in havensteden vereerd. Pas in de periode 1884-1887 is de huidige Sint-Nicolaaskerk in de binnenstad van Amsterdam gebouwd.
In september 2006 werd het 700-jarige gebruik van de Oude Kerk gevierd. Ter gelegenheid hiervan werd op 17 september een replica teruggehangen van het tijdens de Beeldenstorm van 1566 verdwenen angelusklokje in het kleine torentje boven op het kerkdak. Het kerkgebouw behoort tot de Top 100 der Nederlandse rijksmonumenten.
Sinds 2016 is de Oude Kerk, naast de kerkelijke functie die het gebouw nog steeds heeft, een museum. Twee keer per jaar worden hedendaagse kunstenaars uitgenodigd een nieuwe site specifieke installaties te maken waardoor telkens nieuwe perspectieven worden geopend. Sinds 2018 wordt in stijlkamers aan de zijkant van de kerk meer over het interieur en gebruik van de kerk toegankelijk gemaakt. 

## 13e eeuw
Op de plaats waar de Oude Kerk staat, stond in de 13e eeuw een kleine houten kapel met een begraafplaats. Bekend is dat in 1280 de pastoor van Amestelle (het huidige Ouderkerk) de zorg heeft voor twee kerken. Vermoedelijk was de tweede, aan Ouderkerk ondergeschikte kerk, de (Oude) Kerk in Amsterdam. De kerk in Ouderkerk is de moederkerk, maar de dochter te Amsterdam groeide haar in korte tijd boven het hoofd. In 1334 werd Amsterdam een zelfstandige parochie, dat wil zeggen kreeg een eigen pastoor, en werd de Oude Kerk de parochiekerk van Amsterdam. Hieraan kwam in het begin van de 15e eeuw een einde toen het westelijk deel van de stad een eigen parochie kreeg: de Nieuwe Kerk. Sindsdien sprak men van de Oudekerks- en Nieuwekerkszijde, wat spoedig verkort werd tot Oude- en Nieuwezijde. De Oude Kerk bleef voorlopig de hoofdkerk van Amsterdam. De stadsbranden van 1421 en 1452 hebben de Oude Kerk niet gedeerd.

## Geschiedenis

### Middeleeuwen
De Oude Kerk heeft een rijke bouwgeschiedenis. In de tweede helft van de 13e eeuw werd de houten kapel vervangen door een stenen zaalkerk. Na 1300 bouwden de Amsterdammers een ruime hallenkerk: een driebeukig gebouw met smalle, maar even hoge zijbeuken en een klein, rechthoekig koor, in gotische stijl. Voor zover bekend is het de eerste hallenkerk in Holland. Ook een toren werd gebouwd, op de plaats van de huidige. Omstreeks 1330 wordt het kleine koor vervangen door een ruimer, eenbeukig koor. In 1330-1350 worden de smalle zijbeuken vervangen door brede zijbeuken (zelfs iets breder dan het middenschip) en begint de kerk te lijken op de nu nog steeds bestaande (anno 2003). Deze driebeukige hallenkerk bestaat in gewijzigde vorm nog steeds.
In de daarop volgende eeuwen wordt flink gewerkt aan de vergroting van de kerk, die nu immers een parochiekerk is. Eerst werden de zijbeuken in oostelijke richting doorgetrokken, zodat ook het koor driebeukig werd, waarna een vijfzijdige kooromgang werd gebouwd. Daarna volgden twee kapellen die de kerk het uiterlijk van een kruiskerk gaven: de Sint-Joriskapel aan de noordzijde, gebouwd in 1380-1412 (tijdens de restauratie is het jaar 1412 in een balk van het gewelf gevonden), en de Sint-Sebastiaanskapel aan de zuidzijde, gebouwd in 1450-1460. Echter, dit werd weer tenietgedaan door de bouw van nieuwe kapellen.

### 16e eeuw
In de eerste helft van de 16e eeuw is de kerk verhoogd. Eerst werd het schip verhoogd met een lichtbeuk, daarna, rond 1550, werd ook de kruising verhoogd (aan de verhoging van de dwarsschepen is men niet meer toegekomen; deze hebben nog steeds nooddaken).
Ten slotte werd in 1558-1560 een lichtbeuk geplaatst op het koor (betaald uit een loterij in 1558) en werd tussen 1563 en 1565 het stenen ondergedeelte van de toren aanzienlijk verhoogd. Daar kwam een sierlijke spits op, vermoedelijk ontworpen door Joost Bilhamer. De vernieuwde, en van een grotendeels vernieuwd klokkenspel voorziene, toren is 70 meter hoog.

### Beeldenstorm (1566) en Alteratie (1578)
In de Beeldenstorm van 1566 werden de altaren, schilderijen en heiligenbeelden van de Oude Kerk ernstig beschadigd of vernield. Alleen de beelden die hoog genoeg hingen, werden gespaard. Na de Alteratie werd op 31 augustus 1578 voor het eerst het Avondmaal bediend door Petrus Dateen, en werden de eerste predikanten bevestigd.
In 1584 mochten de kooplieden in de kerk beurs houden. De kerk is voor dit doel gebruikt tot 1611 (toen de Koopmansbeurs op het Rokin werd geopend). Vanaf 1632 vonden de vergaderingen van de Kerkenraad afwisselend plaats in de Oude en Nieuwe Kerk. Door de bouw van het stadhuis aan de Dam won de Nieuwe Kerk aan belang en werd definitief de hoofdkerk. Daarna nam het belang van de Oude Kerk af.

## Bouwstijl
De Oude Kerk is een voorbeeld van Hollandse gotiek. De constructie is licht, omdat de heipaaltjes waarop de kerk staat, niet genoeg draagvermogen hebben: de toegepaste heitechniek is nog primitief (het verhaal dat de kerk gebouwd zou zijn op een uitloper van het Muiderzand is een fabel gebleken). De kerk heeft houten tongewelven en de hoge spitsboogvensters bespaarden muurwerk. Op deze manier kon toch een groot en gecompliceerd kerkgebouw worden gemaakt. Het oppervlak van de kerk is groot, in vergelijking tot de hoogte. Het karakter van een hallenkerk is bewaard gebleven.

### Restauraties
Problemen met de fundering leidden in 1951 tot de sluiting van de kerk wegens instortingsgevaar. Een 24 jaar durende restauratieperiode volgde. Van 1994 tot 1998 vonden opnieuw restauraties plaats. Een voorlopig laatste restauratie, van de zerkenvloer, is in 2008 gestart en in 2013 afgerond. 

## Orgels
Het is bekend dat er al in de 15e eeuw een orgel aan de westwand van de kerk hing. Dit orgel werd in de jaren 1539 tot 1545 door Hans van Keulen, Hendrik en Hermann Niehoff en Jasper Jansz door een driemanualig instrument vervangen. Tevens bouwden Hendrik Niehoff en Jaspar Jansz in 1544/45 een tweemanualig koororgel. Van 1577 (of 1580) tot 1621 was Jan Pieterszoon Sweelinck, die in deze kerk begraven ligt, organist van de Oude Kerk en bespeelde deze orgels.
In 1724 gaven de kerkmeesters Christian Vater uit Hamburg opdracht tot de bouw van een nieuw orgel, thans het hoofdorgel van de kerk. Het werd in 1726 voltooid, maar in 1738 door Johann Caspar Müller gedemonteerd wegens werkzaamheden aan de toren die dreigde in te storten.
Müller breidde het orgel vervolgens fors uit, niet alleen in reactie op het in 1738 gereedgekomen orgel van Christian Müller in Haarlem, maar vooral om meer volume te kunnen maken vanwege de massale samenzang tijdens kerkdiensten. Dit orgel werd vele jaren bespeeld door de van origine Duitse musicus Conrad Friedrich Hurlebusch, tijdgenoot, collega en zakenrelatie van Johann Sebastian Bach, die in zijn woonplaats Leipzig als verkoper figureerde van Hurlebusch' gedrukte klaviercomposities.
In 1869 volgde ten slotte een ingrijpende verbouwing van het Vater-Müllerorgel door C.G.F. Witte, waarbij de klankinrichting van het barokinstrument deels in romantische zin werd omgebouwd, al kan er ook nog steeds barokmuziek op worden uitgevoerd. Sindsdien is er naast het normale onderhoud weinig meer aan het orgel veranderd. In 2014-2018 vond een grondige restauratie plaats door de orgelbouwersfirma Reil uit Heerde. 
Het koororgel werd al in 1658 vervangen door een orgel van Hans Wolff Schonat. Op dit instrument speelde Anthoni van Noordt. Dit orgel werd in 1821 gesloopt. Een groot deel van het pijpwerk bleef echter behouden en vond via de Zuiderkerk in Amsterdam en de Oosterkerk in Aalten zijn weg naar Oegstgeest, waar het deel uitmaakt van het in 1977 door Metzler gebouwde orgel van de Willibrordkerk. De originele kas  van het koororgel bleef tot 1964 leeg achter in de Oude Kerk. In 1964/1965 werd door de orgelbouwers Ahrend & Brunzema een nieuw orgel in deze oude kas gebouwd. Hierbij werd zo veel mogelijk het ontwerp van Schonat gevolgd. Inmiddels is de klank van het instrument in middentoonstemming omgezet.

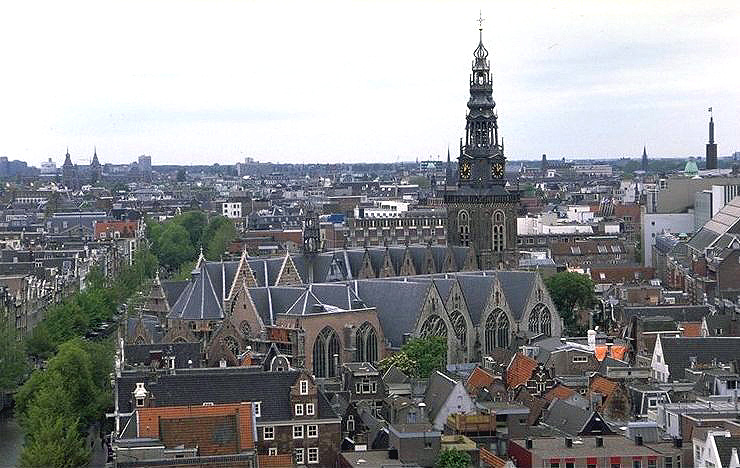
De Oude Kerk gezien vanuit het noorden, te midden van de huizen van het oude centrum van Amsterdam.
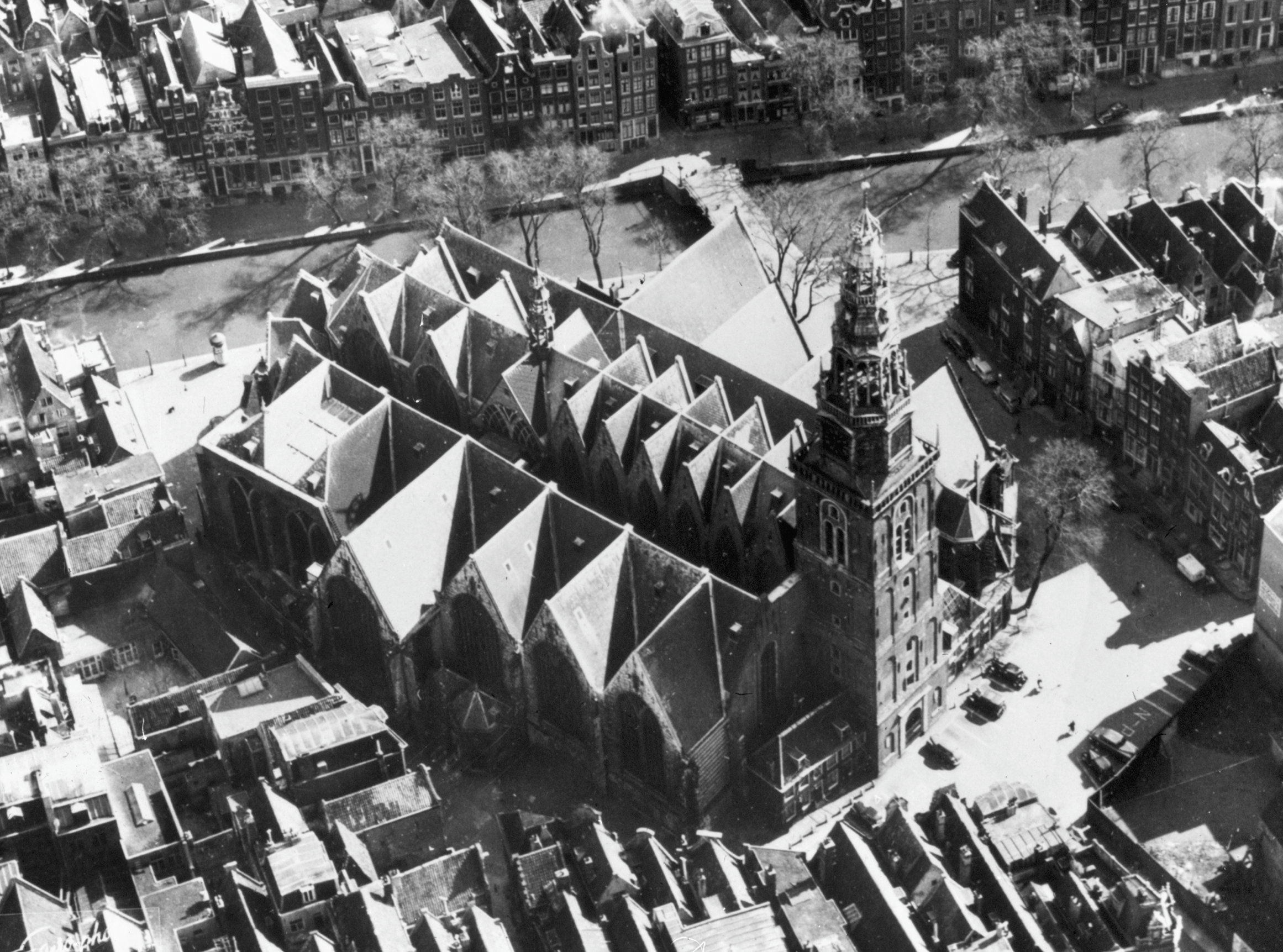
De Oude Kerk van uit de lucht gezien, tussen de huizen van het oude centrum van Amsterdam.
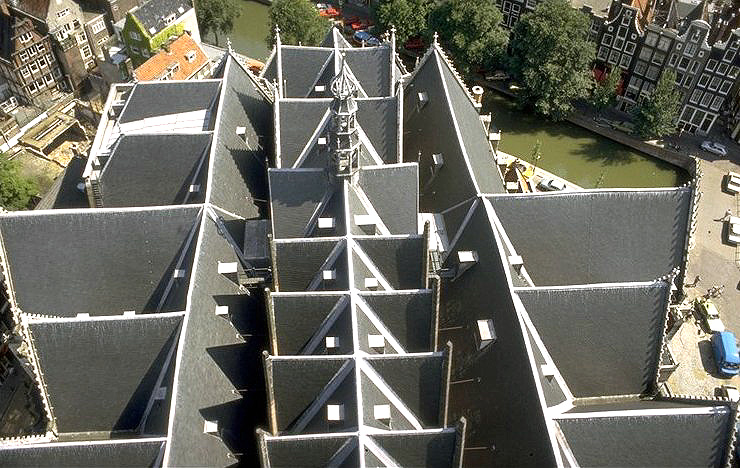
Zicht op de dakconstructie van de Oude Kerk
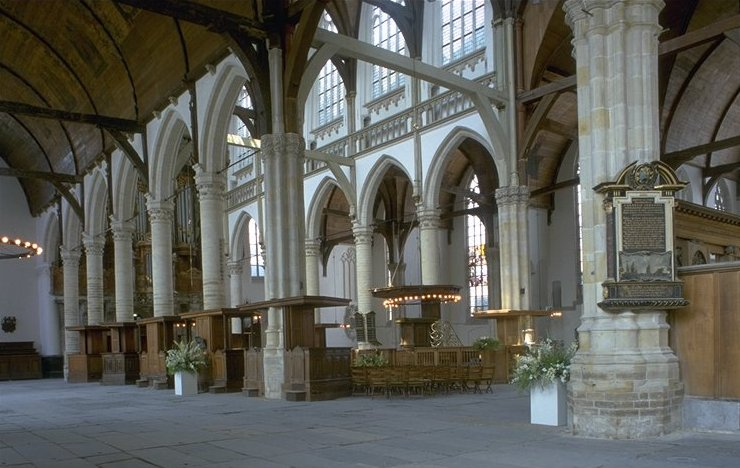
Interieur van de Oude Kerk
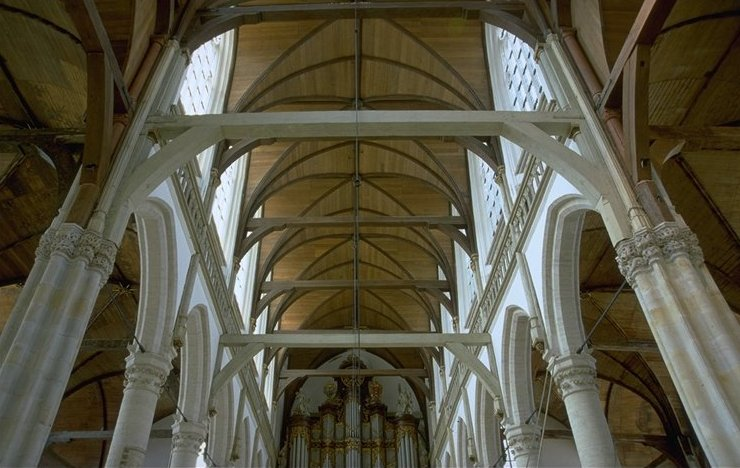
Houten kruisribgewelven in de Oude Kerk
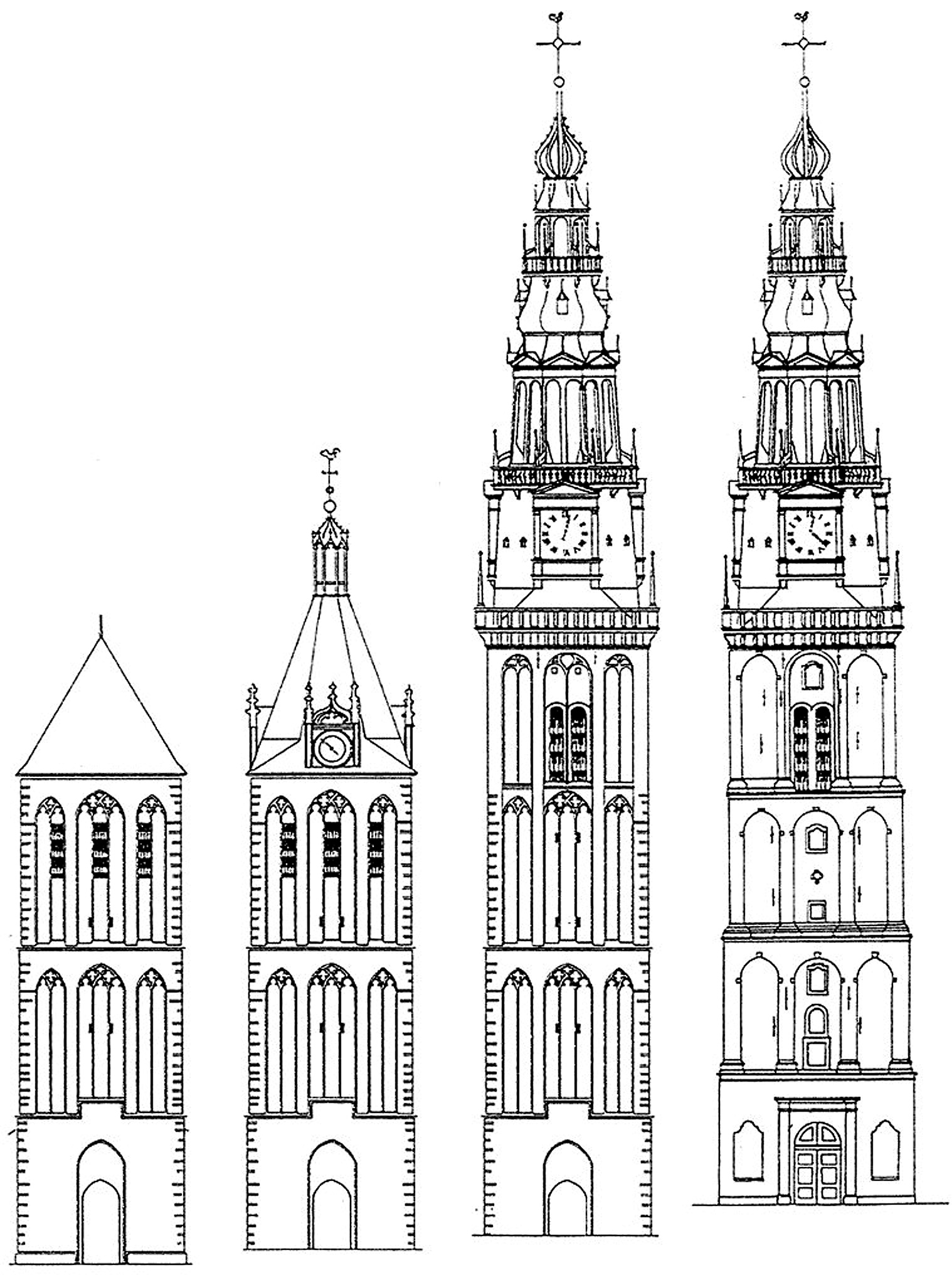
Ontwikkeling van de Oudekerkstoren
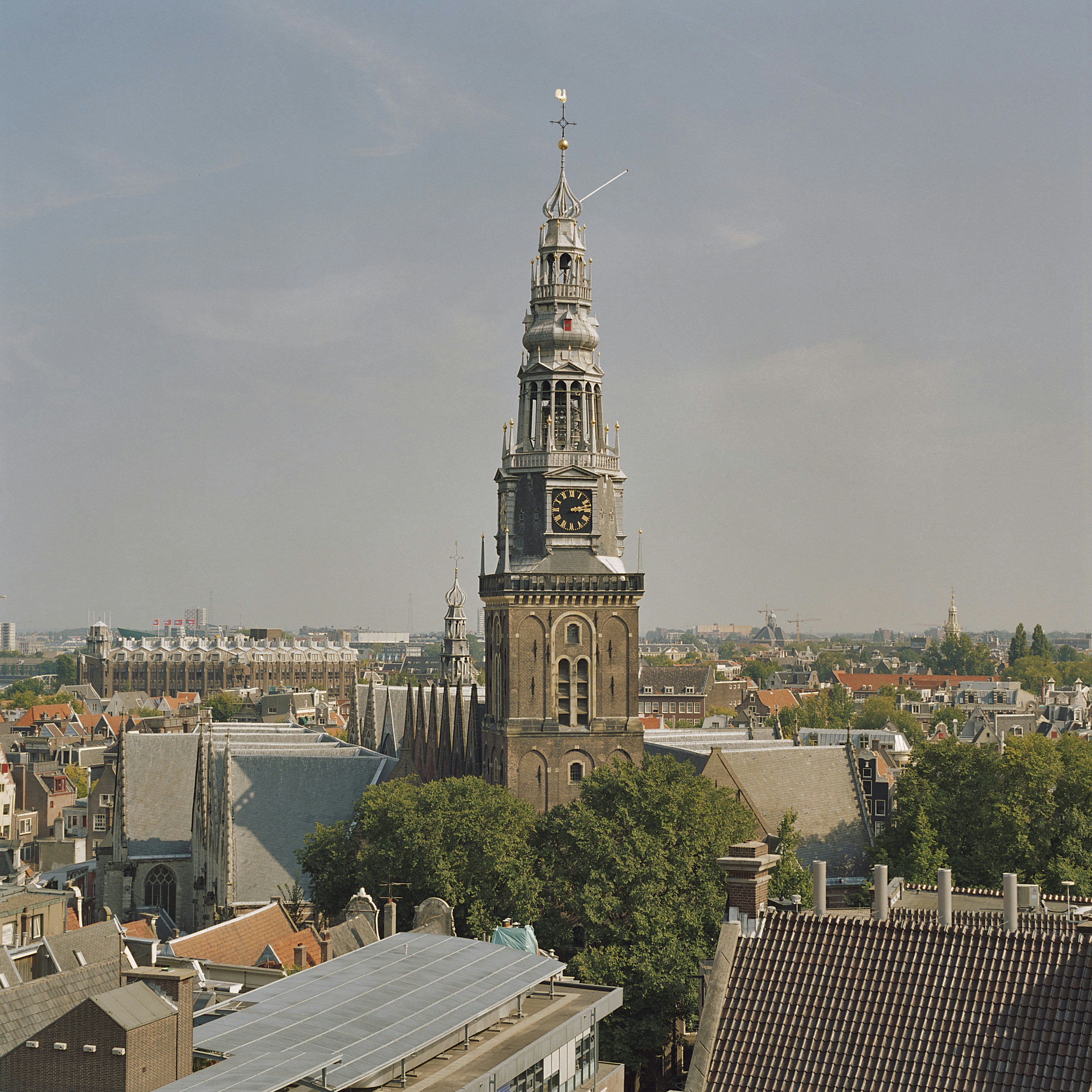
Gezicht vanaf de toren van de Beurs van Berlage op de toren van de Oude Kerk.
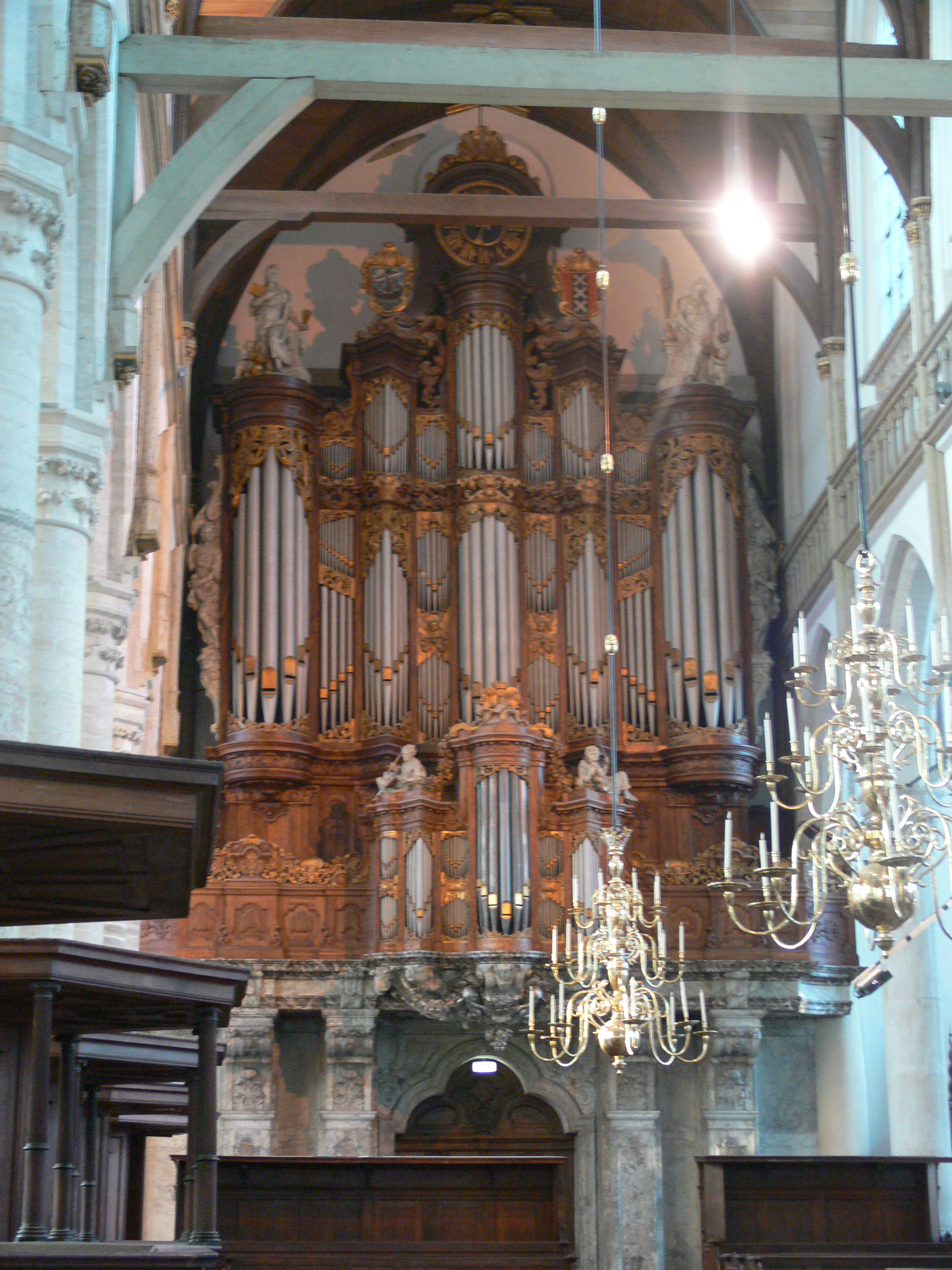
Hoofdorgel
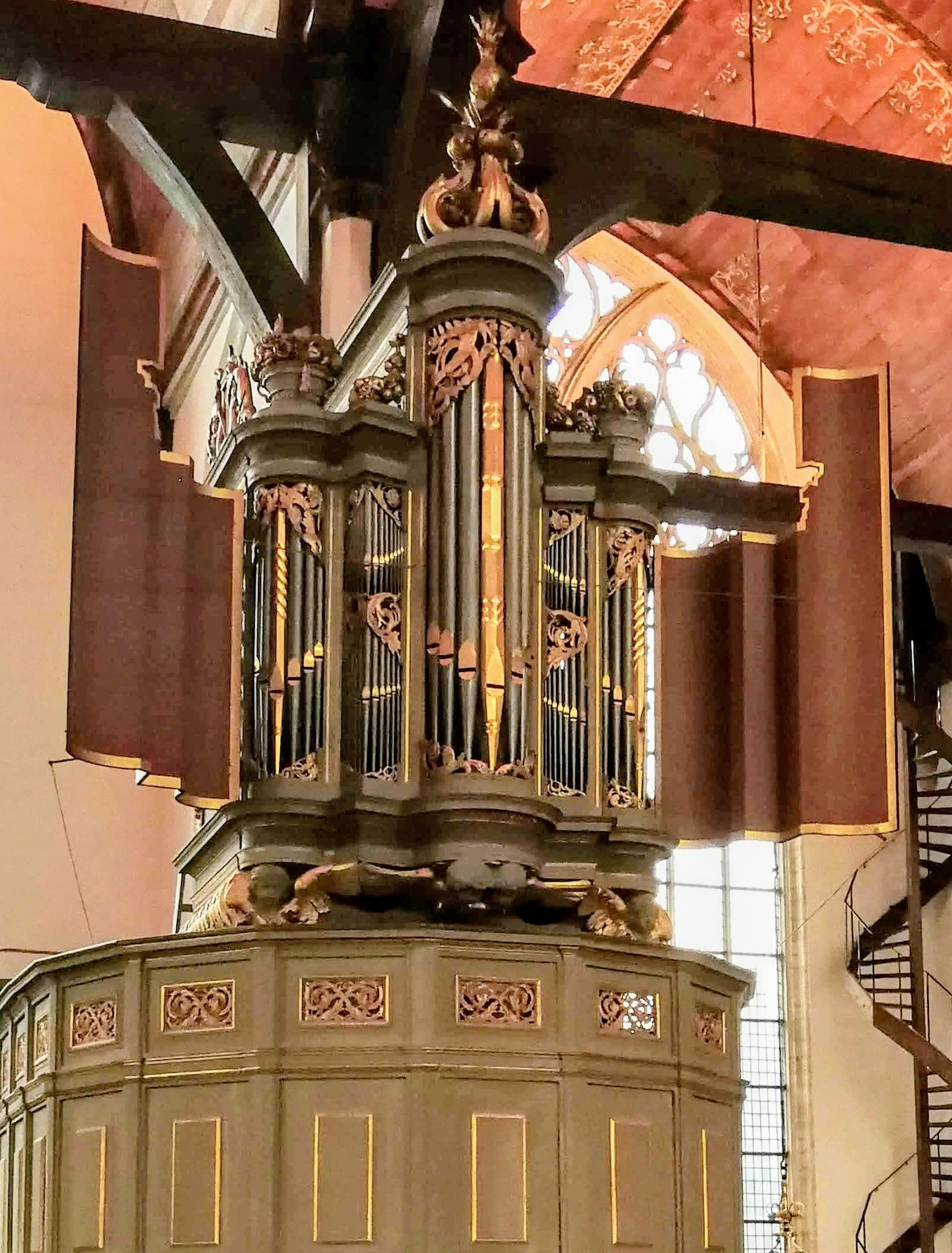
Koororgel

## Begraven in de Oude Kerk
Onder anderen de volgende personen werden in de Oude Kerk begraven:
- Willem Cornelisz Backer (1595-1652), burgemeester van Amsterdam en bewindhebber van de VOC
- Coenraad van Beuningen (1622-1693), diplomaat
- Andries Bicker (1586-1652), koopman, burgemeester van Amsterdam en bewindhebber van de VOC
- Pieter Pietersz Bicker (1522-1585) brouwer, handelaar in Amsterdam[2] :55
- Adriaen Block (1567-1627), ontdekkingsreiziger
- Boel Dirck Boelens (ca. 1430-1483), burgemeester van Amsterdam
- Gijsbert Carel Rutger Reinier van Brienen van Ramerus (1771-1821), generaal en orangist
- Frans Banning Cocq (1605-1655), burgemeester van Amsterdam
- Caspar Commelin (1668-1731), botanicus
- Cornelis Cruys (1655-1727), Nederlands-Noors zeeman en Russisch admiraal
- Pieter van Dam (1621-1706), advocaat van de VOC
- David Willem Elias (1758-1828), burgemeester van Amsterdam
- Alida de Graeff (1651-1738), dochter van regent Andries de Graeff
- Andries de Graeff (1611-1678), regent en kunstverzamelaar
- Cornelis de Graeff (1599-1664), burgemeester in de Republiek der Zeven Verenigde Nederlanden en kunstverzamelaar
- Jacob Dircksz de Graeff (1569/1571-1638), burgemeester van Amsterdam
- Pieter de Graeff (1638-1707), schepen van Amsterdam en bewindhebber van de VOC
- Cornelis Jansz de Haen (1580-1633), marineofficier (Graf van Cornelis Janszoon de Haen)
- Jacob van Heemskerck (1567-1607), zeevaarder en viceadmiraal (Graf van Jacob van Heemskerck)
- Jan van der Heyden (1637-1712), schilder en de uitvinder van een verbeterde brandspuit en straatlantaarn
- Sara Hinlopen (1660-1749), dochter van de lakenhandelaar en kunstverzamelaar Jan J. Hinlopen
- Catharina Hooft (1618-1691), bekend persoon uit de regentenfamilie Hooft
- Simon van Hoorn (1618-1667), burgemeester van Amsterdam en bewindhebber van de VOC
- Johannes Hudde (1628-1704), wiskundige, jurist, burgemeester van Amsterdam en bewindhebber van de VOC
- Elbert Huick  (overleden 1597), priester en pastoor te Alkmaar
- Abraham van der Hulst (1619-1666), admiraal en zeeheld
- Johan Huydecoper van Maarsseveen (1599-1661), koopman en burgemeester van Amsterdam
- Pieter Lastman (1583-1633), schilder
- Hendrick Lonck (1568-1634), zeeheld
- Karel van Mander (1548-1606), Vlaams schilder en schrijver
- Johannes de Minas (†1768), Armeense priester
- Anthonie Palamedesz. (1601-1673), schilder
- Pieter Pietersz. (1540/1541-1603), schilder
- Cornelis Ploos van Amstel (1726-1798), belangrijk kunstverzamelaar
- Catharina Questiers (1631-1669), dichteres en toneelberijmster
- Daniël Raap (1702-1754), actievoerder
- Joachim Rendorp (1728-1792), onder andere directeur van de Sociëteit van Suriname en burgemeester van Amsterdam
- Kiliaen van Rensselaer (1586-1643), diamanthandelaar en bewindhebber van de WIC
- Lambert Reynst (1613-1679), burgemeester van Amsterdam en bewindhebber van de VOC
- Johan Paul Schaghen (1684-1746), gouverneur van Ceylon en directeur-generaal van de VOC
- Jochem Swartenhondt (1566-1627), admiraal
- Dirk Janszoon Sweelinck (1591-1652), organist van de Oude Kerk
- Jan Pieterszoon Sweelinck (1562-1621), componist, organist en klavecinist
- Isaac Sweers (1622-1673), viceadmiraal (Epitaaf van Isaac Sweers)
- Jan Thijssen Payaart (†1678), gouverneur van Ceylon en gouverneur van Malakka
- Matheos van Tsar (ca. 1590-1661), Armeens geestelijke en boekdrukker
- Saskia van Uylenburgh (1612-1642), echtgenote van de schilder Rembrandt van Rijn

De exacte locatie van haar graf in de Oude Kerk is in de jaren vijftig van de twintigste eeuw vastgesteld door archivaris Bep Bijtelaar. Elk jaar op 9 maart om precies acht over half negen in de ochtend valt de zon op het graf. Er is dan een ontbijtbijeenkomst in de kerk met muziek en een korte lezing.
- Maria Tesselschade Roemers Visscher (1594-1649), dichteres en graveerster
- Carel Wouter Visscher (1734-1802), pensionaris en burgemeester van Amsterdam
- Roemer Visscher (1547-1620), graankoopman, assuradeur en dichter
- Zacharias Wagener (1614-1668), commandeur en gouverneur van de Kaapkolonie
- Nicolaas Simon van Winter (1718-1795), handelaar, toneelschrijver en dichter
- Paulus Wirtz (1612-1679), veldmaarschalk
- Willem van der Zaen (1621-1669), schout-bij-nacht